# Epinecrophylla
Az Epinecrophylla a madarak osztályának verébalakúak (Passeriformes) rendjébe és a hangyászmadárfélék (Thamnophilidae) családjába tartozó nem.

## Rendszerezésük
A nemet Morton L. Isler és Robb T. Brumfield írta le 2006-ban, a Myrmotherula nemből soroltak át 8 fajt, jelenleg az alábbi fajok tartoznak ide:
- Epinecrophylla fulviventris
- Epinecrophylla ornata
- Epinecrophylla erythrura
- Epinecrophylla leucophthalma
- Epinecrophylla gutturalis
- Epinecrophylla spodionota
- Epinecrophylla pyrrhonota[1] vagy Epinecrophylla haematonota pyrrhonota[2]
- Epinecrophylla fjeldsaai
- Epinecrophylla haematonota
- Epinecrophylla amazonica[1] vagy Epinecrophylla haematonota amazonica[2]
- Epinecrophylla dentei[1] vagy Epinecrophylla amazonica dentei

## Előfordulásuk
Közép-Amerika és Dél-Amerika területén honosak. A természetes élőhelyük a szubtrópusi vagy trópusi erdők.

## Megjelenésük
Testhosszuk 9-11 centiméter közötti.

## Életmódjuk
Rovarokkal és pókokkal táplálkoznak.